# Józef Kawecki (poseł)
Józef Stefan Kawecki (ur. 17 sierpnia 1883 w Kościerzyniu, zm. 3 marca 1959 w Solistówce) – polski agronom, polityk i działacz społeczny, poseł na Sejm I i III kadencji w II RP z ramienia Związku Ludowo-Narodowego oraz Stronnictwa Narodowego.

## Życiorys
W 1901 roku ukończył szkołę przemysłowo-handlową w Łodzi. Studiował na politechnice we Lwowie, ale ostatecznie, w 1904 roku ukończył studia na Akademii Rolniczej w Dublanach. Podczas studiów udzielał się w Związku Młodzieży Polskiej „Zet” i w Kole Akademickim Towarzystwa Szkoły Ludowej. Od 1905 roku był asystentem w Zarządzie Głównym Towarzystwa Kółek Rolniczych we Lwowie, a w latach 1906-1911 instruktorem Centralnego Towarzystwa Rolniczego w Warszawie. Kierował kursami rolniczymi w Warszawie, Brześciu Kujawskim, Pszczelinie i Liskowie. W 1911 dzierżawił majątek Kiedrzyn k. Częstochowy, a następnie był administratorem majątków na Wołyniu i Podolu. W czasie I wojny światowej służył w armii rosyjskiej, w której jako technik budował drogi w Besarabii. Po wybuchu rewolucji lutowej 1917 roku, z ramienia Ligi Narodowej przewodniczył w Kijowie wydziałowi gospodarczemu Polskiego Komitetu Wykonawczego na Rusi. W tym czasie wydawał "Przewodnik kółek i spółek rolniczych na Rusi". Był zastępcą komendanta Polskiej Ligi Pogotowia Wojennego. 
Po I wojnie światowej osiadł w Wielkopolsce, gdzie zakupił gospodarstwo rolne w Gościejewie. Był autorem podręcznika „Rachunki gospodarcze” oraz artykułów w czasopismach: „Gazeta Rolnicza”, „Zorza”. W 1919 kierował biurem Stronnictwa Narodowo-Demokratycznego. Następnie zaangażował się w działalność Związku Ludowo-Narodowego, którego był kolejno: sekretarzem generalnym, członkiem prezydium Zarządu Głównego i członkiem Rady Naczelnej. W 1923 został posłem z list Chrześcijańskiego Związku Jedności Narodowej zastępując posła Henryka Radziszewskiego. Był członkiem Obozu Wielkiej Polski oraz w latach 1927-1930 oboźnym tegoż na obszar województwa łódzkiego. Od 1928 działacz Stronnictwa Narodowego w którym pełnił funkcje: członka zarządu okręgowego w woj. poznańskim, dyrektora biura zarządu okręgowego w Poznaniu oraz członka Wydziału Pracy Wiejskiej, przy tymże zarządzie. W 1930 zdobył mandat z listy nr 4, w okręgu wyborczym nr 35 (Poznań). W 1935 został usunięty z funkcji okręgowych przez młodych działaczy Stronnictwa.
W okresie okupacji niemieckiej został wysiedlony do Skroniny. W latach 1942–1945 kierował Polskim Komitetem Opiekuńczym na powiat sochaczewski. Po II wojnie światowej, w 1946 roku, ukończył studia na Wydziale Rolnym Uniwersytetu Poznańskiego. W latach 1946–1955 był nauczycielem i kierownikiem Gminnej Szkoły Rolniczej w Starężynie, a potem nauczał w szkołach rolniczych w Bojanowie, Zieleńcu i Szprotawie. Ostatnie lata życia poświęcił na rzecz pracy w gospodarstwie znajdującym się przy Instytucie Przemysłu Włókien Łykowych w Solistówce.

## Rodzina
Syn Michała i Marii z Waliszewskich Kaweckich. W 1912 roku ożenił się z Wandą z domu Hłasko, z którą miał córkę Annę. Drugą żoną poślubioną w 1935, była Salomea z domu Chociszewska, z którą miał syna Michał i córkę Teresę.